# United Breaks Guitars
 (octobre 2009).
Singles de Dave Caroll
- United Breaks Guitars 2
United Breaks Guitars est une série de trois chansons de musique country écrites par Dave Caroll et son groupe Sons of Maxwell (en), à la suite d'un incident impliquant sa guitare lors d'un vol avec la compagnie United Airlines entre Halifax et Chicago.  
La première chanson a connu un succès immédiat sur YouTube et iTunes dès sa sortie en juillet 2009 et a mis la compagnie aérienne dans l'embarras sur le plan de ses relations publiques.  

## L'incident

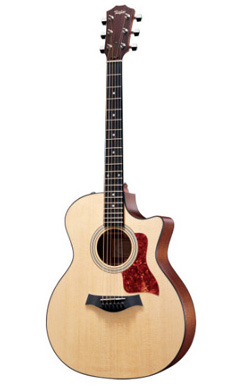
une guitare Taylor

En mai 2008, lors d'un vol entre Halifax et Omaha (avec Chicago comme escale), alors que l'avion vient d'atterrir à Chicago, la passagère située derrière Caroll observe les bagagistes déchargeant et est interloquée par leurs méthodes de chaîne qu'elle juge expéditives. Lorsqu'elle aperçoit un étui à guitare, elle le fait remarquer à ses voisins dont Caroll qui voit alors son étui retomber violemment sur le tarmac. À son arrivée à l'aéroport de Ohama (Chicago n'étant pour lui qu'une correspondance), il est soulagé de voir son étui seulement éraflé. Malheureusement, quelques jours plus tard, lorsqu'il ouvre son étui, il se rend compte que le manche de sa Taylor à 3 500 $ est cassé.

## La demande de réparation
Commence alors une longue série d'appels aux services clientèles de United Airlines qui vont le diriger vers un centre d'appel de New Delhi avant qu'il n'obtienne une réponse par courriel d'une certaine Ms. Irlweg qui va lui répondre clairement que sa demande n'ayant pas été faite dans les 24 heures suivant l'incident, elle ne peut aboutir. Caroll accepte cette décision mais informe Ms. Irlweg qu'il va alors composer trois chansons et les poster sur Youtube et ensuite demander aux internautes laquelle ils préfèrent. Deux ans après les faits, la première vidéo avait été vue plus de 10 millions de fois alors que l'objectif de Caroll n'était que de 1 million pour les trois vidéos réunies.

## Les conséquences
L'affaire est parvenue à l'oreille des actionnaires et les quatre premiers jours de la diffusion de la vidéo, son cours est passé de 3,31 dollars le 6 juillet 2009 à 3,07 dollars le 10 juillet (-7,25%), mais le 6 août, il est monté à 6 dollars (+81,27%).
Des médias ont exagéré les faits et écrit que son cours a plongé de 10 % coûtant aux actionnaires et à l'entreprise plus de 180 000 000$. 
Depuis, Ms. Irlweg est également devenue le symbole de la bureaucratie malsaine et sans cœur.